# Oxalis solomonii
Oxalis solomonii är en harsyreväxtart som beskrevs av A. Lourteig. Oxalis solomonii ingår i släktet oxalisar, och familjen harsyreväxter. Inga underarter finns listade i Catalogue of Life.